# Rocca de' Baldi
Rocca de' Baldi là một đô thị tại tỉnh Cuneo trong vùng Piedmont của Italia, vị trí cách khoảng 70 km về phía nam của Torino và khoảng 15 km về phía đông bắc của Cuneo. Tại thời điểm ngày 31 tháng 12 năm 2004, đô thị này có dân số 1.656 người và diện tích 26,3 km².
Rocca de' Baldi giáp các đô thị: Magliano Alpi, Mondovì, Morozzo và Sant'Albano Stura.